# Every Man for Himself
Every Man for Himself – trzeci album zespołu Hoobastank. Wydany został 8 maja 2006 roku. Pierwszy wydany singel z tej płyty to "If I Were You". Album został wydany w dwóch edycjach. Edycja zielona, limitowana nie zawierała jednak żadnych dodatkowych nagrań i niczym nie różniła się od "normalnego" czerwonego wydania. Drugim singlem z tej płyty jest "Inside of You" a trzecim "Born to Lead". Ci, którzy zamówili ten album poprzez iTunes Music Store, otrzymali jako bonus piosenkę zatytułowana "Face the Music." Wydanie japońskie zawierało wraz z zieloną, limitowaną edycją dwie dodatkowe piosenki "Finally Awake" i "Waiting" oraz bonus DVD z dodatkowymi atrakcjami. Promocyjne tournée "Every Fan for Himself" miało zareklamować płytę.
Basista Markku Lappalainen nie współpracował przy wydaniu tego albumu i jeśli nawet Josh Moreau nie uczestniczył w nagraniach to on jest od tej pory nowym oficjalnym basistą Hoobastank.
W Wielkiej Brytanii, w odróżnieniu do poprzednich albumów, z płyty Every Man for Himself zespół Hoobastank nie wydał ani jednego singla.
Piosenka "Without a Fight" znajduje się na ścieżce dźwiękowej do gry Elite Beat Agents.

## Lista utworów
1. "The Rules" – 0:52
2. "Born to Lead" – 3:49
3. "Moving Forward" – 4:27
4. "Inside of You" – 3:08
5. "The First of Me" – 5:24
6. "Good Enough" – 3:21
7. "If I Were You" – 4:18
8. "Without a Fight" – 3:20
9. "Don't Tell Me" - 4:12
10. "Look Where We Are" - 3:28
11. "Say the Same" – 4:01
12. "If Only" – 3:28
13. "More Than a Memory" – 7:15

Utwory bonusowe
1. "Finally Awake" (4:02)
2. "Waiting" (3:05)